# دریاچه تایرل
دریاچه تایرل (همچنین با نام ذخیره‌گاه حیات وحش دریاچه تایرل شناخته می‌شود) یک گودال کم‌عمق و پوشیده از نمک در منطقه مالی در شمال غربی ویکتوریا در استرالیا است. نام «تایرل» از کلمه محلی ورگایا به معنای «آسمان» گرفته شده است، مردم بومی بورونگ این منطقه به خاطر علاقه‌شان به افسانه‌های ستارگان متمایز هستند.  قوم بورونگ، یکی از طوایف بومی ورگایا در شمال‌غربی ایالت ویکتوریای استرالیا، به‌خاطر دانش پیشرفته‌شان در زمینهٔ ستاره‌شناسی سنتی شناخته می‌شوند. آن‌ها با نگاهی فرهنگی و کیهانی به آسمان شب، صورت‌های فلکی را نه‌فقط به‌عنوان پدیده‌های طبیعی، بلکه به‌عنوان شخصیت‌هایی در داستان‌های اسطوره‌ای خود می‌دیدند.
در سنت‌های بورونگ، هر ستاره یا گروهی از ستارگان نمایندهٔ یک حیوان، انسان، یا رویداد خاص بود. برای نمونه، ستارهٔ آکتوروس (Arcturus) را Marpeankurrk می‌نامیدند—زنی که به مردم روش برداشت لارو مورچه‌های چوبی را آموخت. ستارهٔ آلتایر (Altair) نیز با نام Totyarguil شناخته می‌شد، که نماد طوطی تاج‌بنفش بود و داستانی از مرگ او به‌دست موجوداتی افسانه‌ای به نام بانیپ‌ها روایت می‌شد.
این داستان‌ها نه‌تنها جنبهٔ سرگرمی داشتند، بلکه با تقویم‌های فصلی، مهاجرت حیوانات، زمان برداشت خوراکی‌های بومی و آیین‌های مذهبی نیز پیوند داشتند. آسمان شب برای بورونگ‌ها همچون کتابی زنده بود که دانش بقا، اخلاق، و تاریخ نیاکان را در خود جای داده بود.
در میانهٔ دههٔ ۲۰۱۰، دریاچهٔ تایرل به یکی از مقاصد گردشگری پرطرفدار، به‌ویژه در میان گردشگران چینی، تبدیل شد. این دریاچه به‌دلیل سطح آینه‌مانندش، به‌ویژه در فصل زمستان، مورد توجه گستردهٔ عکاسان و کاربران شبکه‌های اجتماعی قرار گرفت. در این فصل، آب‌های زیرزمینی به سطح نفوذ می‌کنند و جریان‌هایی از رود آووکا و شاخهٔ تایرل وارد دریاچه می‌شوند، که باعث ایجاد لایه‌ای نازک از آب روی بستر نمکی آن می‌شود. این پدیده، بازتابی شفاف از آسمان و مناظر اطراف را روی سطح دریاچه ایجاد می‌کند که جلوه‌ای چشم‌نواز و منحصربه‌فرد دارد.

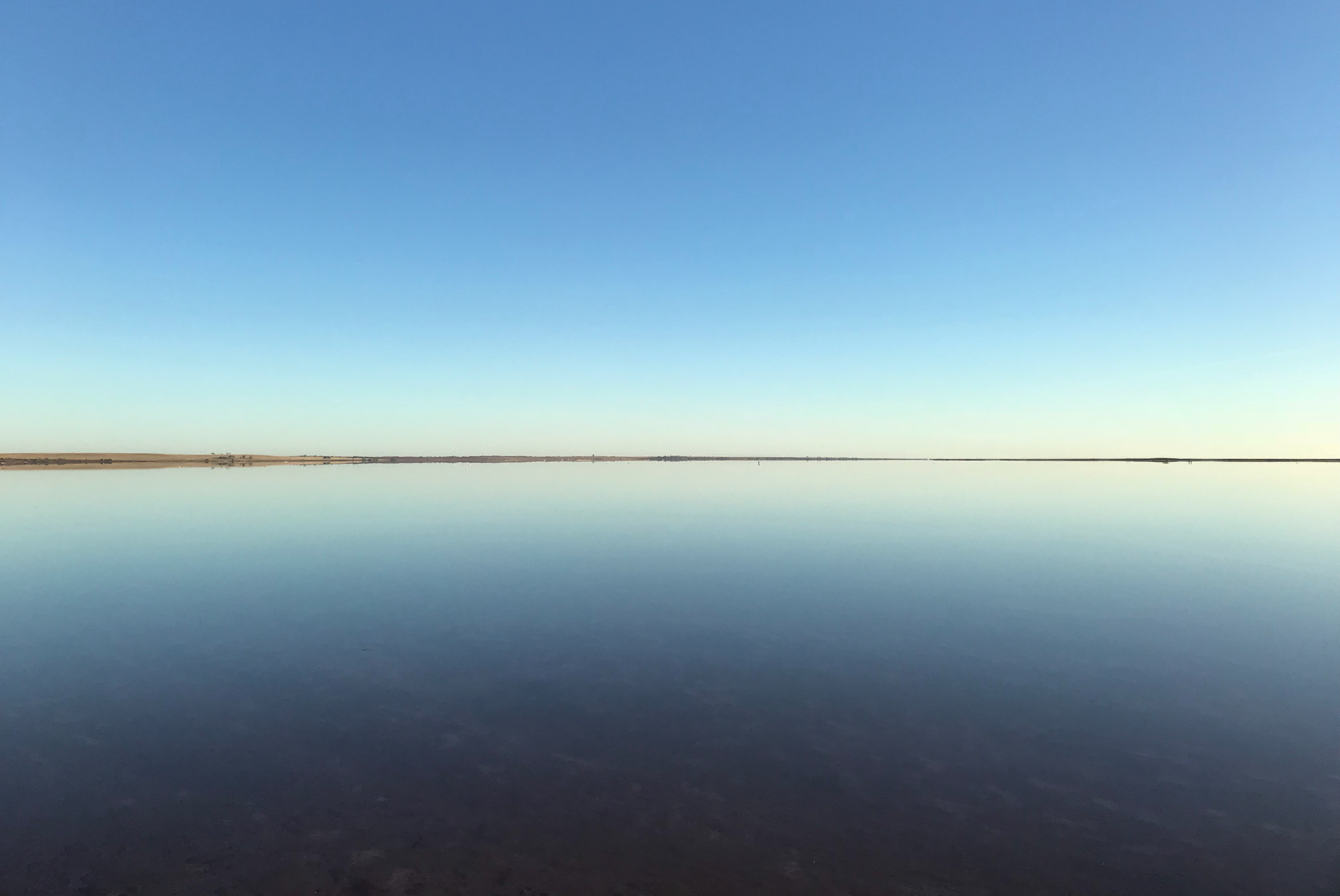
سطح آینه‌ای دریاچه تایرل

در دوره‌های خشکی، زمانی که سطح آب دریاچهٔ تایرل پایین می‌آید یا به‌طور کامل خشک می‌شود، لایه‌ای از نمک بر کف دریاچه تشکیل می‌شود که در برخی نقاط به اندازه‌ای سخت و سفت است که امکان راه رفتن روی آن وجود دارد. این سطوح نمکیِ متراکم، به‌ویژه در مناطق مرکزی و کم‌شیب دریاچه، حالت کف صلب پیدا می‌کنند و به بازدیدکنندگان اجازه می‌دهند تا بدون فرورفتن در گل یا نمکِ سست، وارد بستر دریاچه شوند.
این ویژگی باعث شده تا تایرل، به‌ویژه در فصول خشک، مکان مناسبی برای پیاده‌روی، عکاسی و تجربهٔ منحصربه‌فرد منظره‌های آینه‌مانند و نمکی باشد. با این حال، به‌دلیل ناپایداری بخش‌هایی از بستر، ورود به دریاچه نیازمند احتیاط و رعایت هشدارهای محلی است تا از خطرات احتمالی مانند فرورفتن ناگهانی یا آسیب به ساختار سطح نمکی جلوگیری شود.

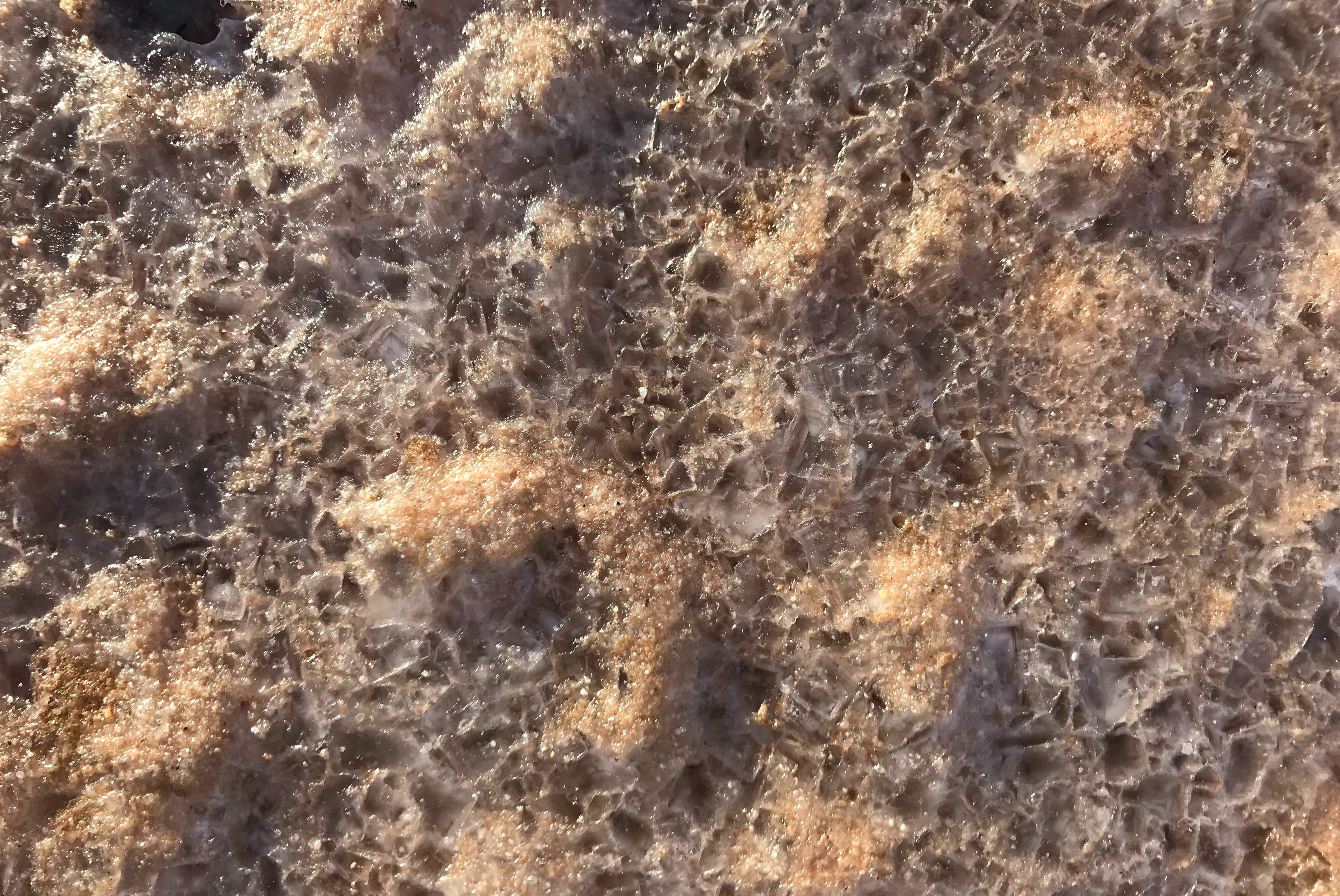
کف نمکی جامد دریاچه تایرل

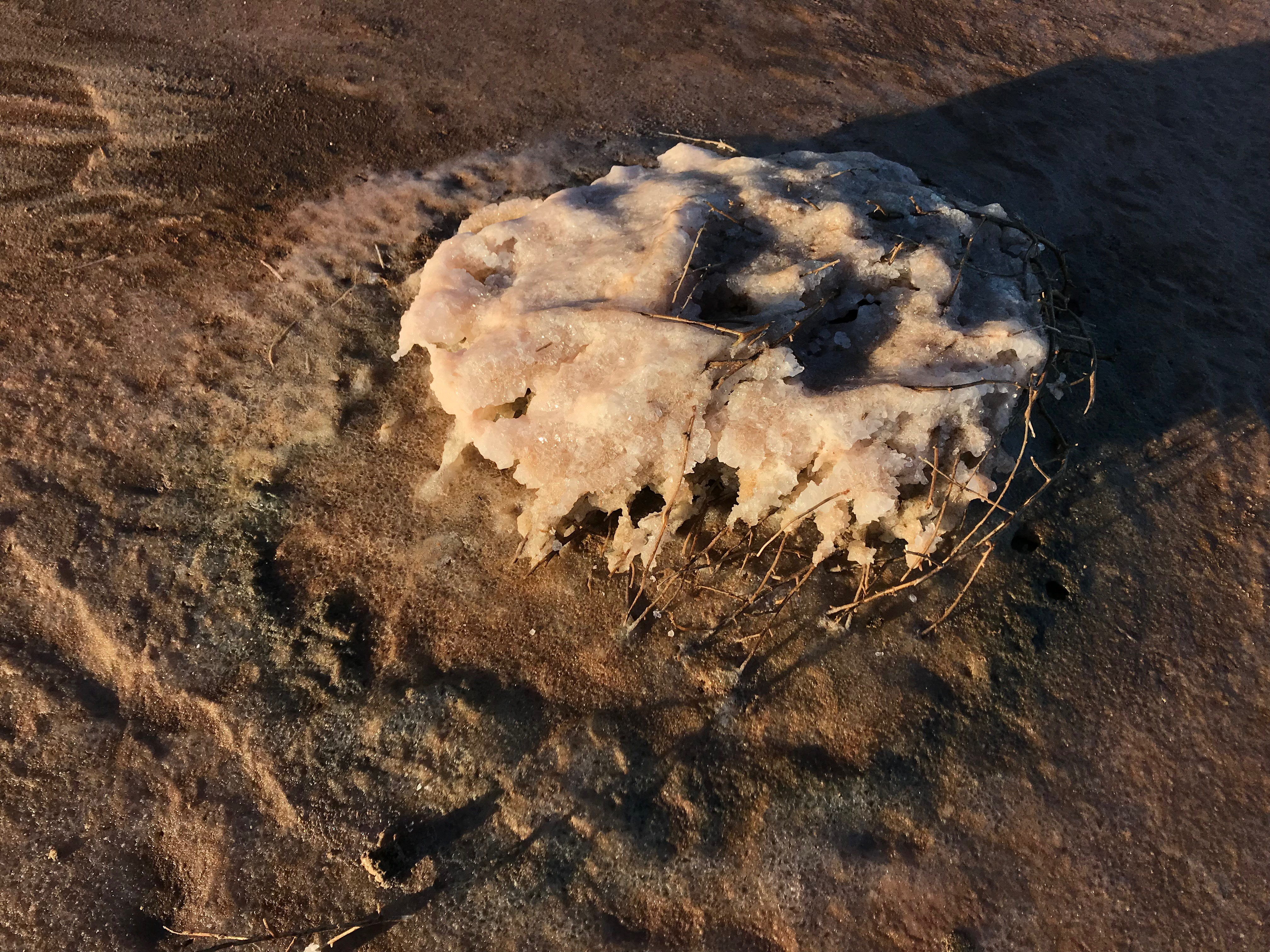
پوسته نمکی

## موقعیت مکانی و ویژگی‌ها
دریاچهٔ تایرل با مساحتی در حدود ۲۰٬۸۶۰ هکتار (۵۱٬۵۰۰ جریب)، بزرگ‌ترین دریاچهٔ نمکی ایالت ویکتوریا در استرالیا به‌شمار می‌رود. این دریاچه در ۶ کیلومتری شمال شهر کوچک سی لیک (Sea Lake) و حدود ۳۱۴ کیلومتری شمال‌غربی شهر ملبورن واقع شده است.
دریاچهٔ تایرل در بیشتر ایام سال خشک است، اما در فصل زمستان معمولاً لایه‌ای نازک از آب به ضخامت حدود ۵ سانتی‌متر سطح آن را می‌پوشاند. این دریاچه پدیده‌ای بسیار کهن به‌شمار می‌رود و احتمالاً در نتیجهٔ انسداد مسیر جریان تایرل کریک—یکی از شاخه‌های فرعی رودخانهٔ آووکا—توسط رسوبات شنی شکل گرفته است. این جریان‌ها منبع اصلی تغذیهٔ دریاچه محسوب می‌شوند.
تبخیر شدید در اقلیم خشک منطقه باعث می‌شود که پس از عقب‌نشینی آب، لایه‌ای از نمک بر بستر دریاچه باقی بماند. این پوستهٔ نمکی به‌طور تجاری توسط شرکت Cheetham Salt در شهر سی لیک برداشت می‌شود و بخشی از صنعت نمک‌گیری منطقه را تشکیل می‌دهد.
محیط طبیعی دریاچهٔ تایرل زیستگاه گونه‌های متنوعی از جانوران و گیاهان بومی است. در این منطقه، خزندگان خاص زیست‌بوم مالی (Mallee reptiles)، کانگوروها، شترمرغهای استرالیایی (emu) و پرنده‌ای حشره‌خوار به‌نام چت سفیدپیشانی (white-fronted chat) زندگی می‌کنند. همچنین هزاران مرغ دریایی در جزایر کوچک پراکنده در سطح دریاچه لانه‌سازی و زادآوری می‌کنند.
پوشش گیاهی اطراف دریاچه عمدتاً از گونه‌های مقاوم به شوری مانند نمک‌بوته (saltbush) و سمفایر(samphire) تشکیل شده که بستر مناسبی برای پشتیبانی از تنوع زیستی منطقه فراهم می‌آورد. در بخش شرقی دریاچه، تپه‌های ماسه‌ای هلالی‌شکل موسوم به لونت (lunette) قرار دارند که حاوی آثار باستانی ارزشمندی از بومیان استرالیا هستند و از نظر باستان‌شناسی اهمیت بالایی دارند.

## تاریخچه
حدود ۱۲۰٬۰۰۰ سال پیش، دریاچهٔ تایرل عمقی در حدود ۱۳ متر داشت و میزان شوری آن نسبتاً پایین بود. در آن دوران، این دریاچه احتمالاً یک پهنهٔ آبی دائمی با ویژگی‌های آب شیرین یا نیمه‌شور به‌شمار می‌رفت. با گذشت زمان و در پی تغییرات اقلیمی گسترده در جنوب‌شرقی استرالیا، سطح آب دریاچه به‌تدریج کاهش یافت.
این تغییرات اقلیمی—که شامل کاهش بارندگی، افزایش دما و تغییر در الگوهای باد و فشار جوی بودند—باعث شدند که دریاچه وارد چرخه‌هایی از خشک‌شدن و پرشدن مجدد شود. در هر چرخه، بخشی از آب تبخیر می‌شد و لایه‌هایی از نمک بر بستر دریاچه باقی می‌ماند. این فرایند در طول هزاران سال، ساختار کنونی دریاچه را شکل داده است: یک حوضهٔ کم‌عمق با پوسته‌ای نمکی که تنها در فصول مرطوب، لایه‌ای نازک از آب سطح آن را می‌پوشاند.
در سال ۱۸۳۸، کاوشگر بریتانیایی *ادوارد آیر* نخستین کسی بود که دریاچهٔ تایرل را به‌صورت مکتوب ثبت و توصیف کرد. او در جریان جست‌وجو برای یافتن چراگاه‌های جدید در شمال‌غرب ایالت ویکتوریا، به این دریاچهٔ نمکی برخورد. مشاهدات او از تایرل، بخشی از تلاش‌های گسترده‌تر برای شناسایی و توسعهٔ اراضی داخلی استرالیا در قرن نوزدهم بود—دورانی که بسیاری از مناطق این قاره هنوز برای اروپایی‌ها ناشناخته به‌شمار می‌رفتند.